# Royce Freeman
Royce Freeman (Imperial, 24 febbraio 1996) è un giocatore di football americano statunitense che milita nel ruolo di running back per i Los Angeles Rams della National Football League (NFL).

## Carriera universitaria
Freeman al college giocò come running back con gli Oregon Ducks dal 2014 al 2017.

## Carriera professionistica

### Denver Broncos
Freeman venne scelto nel corso del terzo giro del Draft NFL 2018 dai Denver Broncos. Nella sua stagione da rookie disputò 14 partite, 8 delle quali come titolare, correndo 521 yard e segnando 5 touchdown.

### Carolina Panthers
Il 2 settembre 2021 Freeman firmò con i Carolina Panthers.

### Houston Texans
Il 9 novembre 2021 Freeman firmò con gli Houston Texans.

### Los Angeles Rams
Il 30 luglio 2023 Freeman firmò con i Los Angeles Rams.